# Towa Sanhedraj
Towa Sanhedraj (hebr.: טובה סנהדראי, ang.: Tova Sanhadray, ur. 23 września 1906 w Tarnopolu, zm. 31 sierpnia 1993) – izraelska polityk, w latach 1959–1974 poseł do Knesetu z listy Narodowej Partii Religijnej.
W wyborach parlamentarnych w 1959 po raz pierwszy dostała się do izraelskiego parlamentu. Zasiadała w Knesetach IV, V, VI i VII kadencji.